# 일란츠/글리온
일란츠/글리온(독일어로 Ilanz , [ˈIlants] ; 로만슈어: Glion , [ʎɔn] ( 듣기))는 스위스 그라우뷘덴 주의 수르셀바군에 있는 지자체이다. 2014년 1월 1일 카스트리쉬,  일란츠,  Ladir,  루벤(Luven),  삐타쉬(Pitasch),  Riein,  Ruschein,  Schnaus,  Sevgein,  두빈,  피뉴,  뢰운(Rueun) 및 Siat의 이전 시정촌이 일란츠/글리온의 새로운 시정촌으로 통합되었다.

## 역사
카스트리쉬는 765년에 처음으로 Castrices로 언급되었다. Ladir은 Leitura로 850년경에 처음 언급되었다. 루벤(Luve)은 765년에 Lobene으로 처음 언급된다.  삐타쉬(Pitasch)는 801-50년경에 Pictaui로 처음 언급되었지만, 이것은 잃어버린 원본의 16세기 사본에서 나온 것이다. 960년에는 Pictaso에서와 같이 언급되었다. 리인(Riein)은 765년에 Renino로 처음 언급되었다. 960년에는 Raine으로 언급되었다. Ruschein은 765년에 Rucene으로 처음 언급되었다. Schnaus는 840년경에 Scanaues로 처음 언급되었다. Sevgein은 840년경에 Soviene으로 처음 언급된다. 두빈은 Auna로 840년경에 처음 언급되었다. 1290년에는 Aiuns로 언급되었다. 로뢰운은 765년에 Ruane으로 처음 언급된다. 1943년까지 뢰운(Rueun)은 Ruis로 불렸다. Siat는 840년경에 Septe로 처음 언급되었다. 1943년까지 Siat는 Seth로 알려졌다.

### 일란츠
일란츠는 765년에 Iliande로 처음 언급되었다. 일란츠는 1395년에 새로 형성된 회색동맹의 수도가 되었다. 회색 동맹은 결국 그라우뷘덴주를 형성한 3개 동맹 중 두 번째였다. 디젠티스의 수도원장인 요하네스 폰 일란츠는 이 “"영원한 동맹”을 만드는 데 중요한 역할을 한 세 명의 귀족 중 한 명이었다.
일란츠는 개신교 종교 개혁의 역사에서 특별한 위치를 차지하고 있다. 1520년대에 일란츠 의회는 삼동맹의 시민들이 가톨릭과 개신교 형태의 기독교 중에서 자유롭게 선택할 수 있어야 한다고 선언했다. 1526년의 소위 ‘일란츠 종교개혁’은 개신교가 주요 인구 중심지에서 처음으로 제1위를 차지한 1523년 취리히 이래로 철학적 공격을 받아온 가톨릭 교회에 또 다른 전신적 충격을 주었다. 이러한 사건들과 다른 사건들은 스위스에서 종교개혁의 많은 이익을 뒤집은 스위스 연방 내에서 반종교 개혁을 초래했다.

### 피뉴
피뉴는 아마도 Andiast에서 정착했을 것이다. Pingyow라는 이름은 1403년에 처음 나타난다. 독일 이름 파닉스(Panix)는 1522년에 처음 언급되었다. 1984년까지 피뉴는 피뉴/파닉스로 알려졌다.
성 발렌틴 교회는 1465년에 봉헌되었으며, 순례자들의 인기 있는 목표였다. 1667년까지 피뉴에는 자체 교구가 있었다.
1799년 10월 7일, 야전 원수 수보로프가 지휘하는 러시아군이 피뉴 고개를 넘었다.

## 지리
현재 일란츠/글리온을 구성하는 이전 지방 자치 단체의 총 면적은 133.48k㎡이다.

## 인구통계
2020년 12월 기준, 일란츠/글리온의 총 인구는 4,797명이다.
역사적 인구는 다음 차트에 나와 있다.

## 기후
일란츠의 연평균 강수량은 112.6일이며, 평균 강수량은 952mm이다. 가장 습한 달은 8월로 일란츠의 평균 강수량은 102mm이다. 이달의 평균 강수일은 11.4일이다. 강수량이 가장 많은 달은 6월로 평균 11.5일이지만, 강수량은 93mm에 불과하다. 연중 가장 건조한 달은 10월이며 11.4일 동안 평균 강수량이 63mm이다.
피뉴의 연간 평균 비 또는 눈은 166.3일이며 평균 강수량은 1,347mm이다. 가장 습한 달은 8월로 이 기간 동안 피뉴는 평균 141mm의 비나 눈을 내렸다. 이달 동안 평균 16일 동안 강수량이 있다. 강수량이 가장 많은 달은 5월로 평균 16.6일이지만 비나 눈은 124mm에 불과하다. 연중 가장 건조한 달은 10월로 16일 동안 평균 강수량이 90mm이다.

## 관광

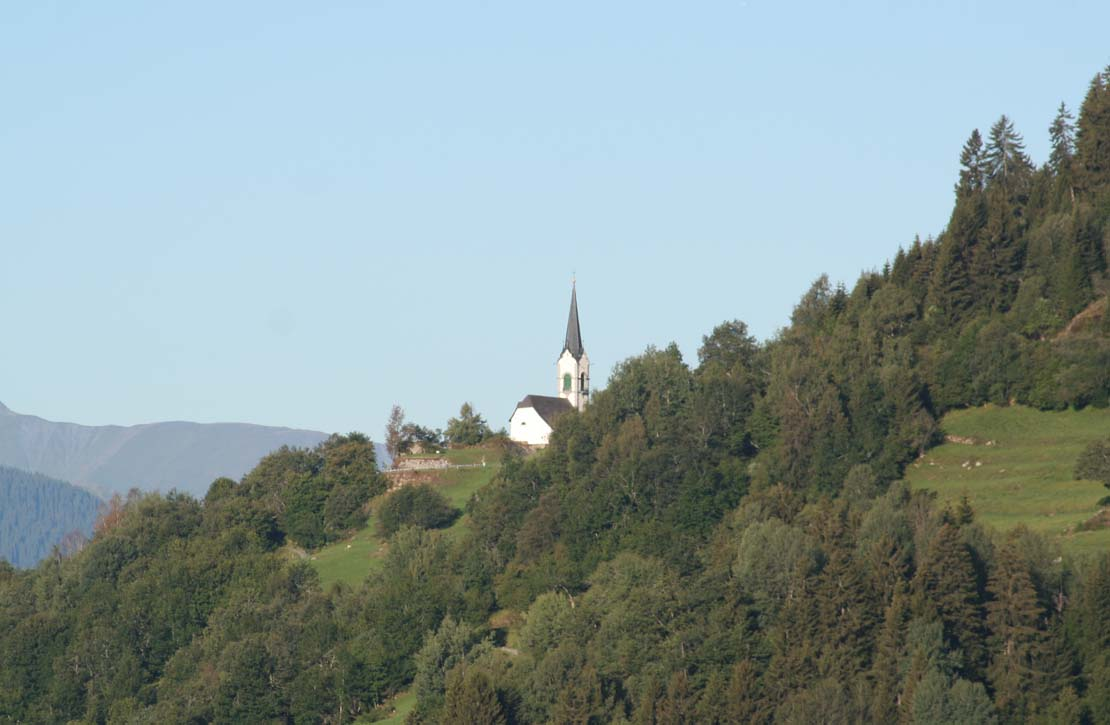
Ladir의 교회

라디르에 있는 성 제노 교회는 998년에 처음 언급되었다. 합창대의 벽화는 볼 만하다. 또한, 지방 자치 단체는 주변 산과 계곡의 훌륭한 전망을 가지고 있다. 1544년 이전에 파괴된 그뤼네크성(Ruine Grüneck)의 성터는 오늘날 일란츠 마을에서 볼 수 있다.

### 국가중요문화재
일란츠의 성 마르그레타 교회와 성 마르틴 교회는 삐타쉬의 스위스 개혁 교회 건물과 함께 국가적으로 중요한 스위스 문화 유산으로 등록되어 있다.
삐타쉬 개혁교회는 12세기 중반에 현재의 모습으로 세워졌다. 교회 평면도는 단일 반원 apse가 있는 단일 본당 교회이다. 내부 벽화는 1420년경으로 거슬러 올라가며 외부 남쪽 벽에는 1340년경에 그려진 무명의 발텐스부르크 거장의 스튜디오에서 그린 성 마틴과 성 크리스토퍼의 벽화가 있다.

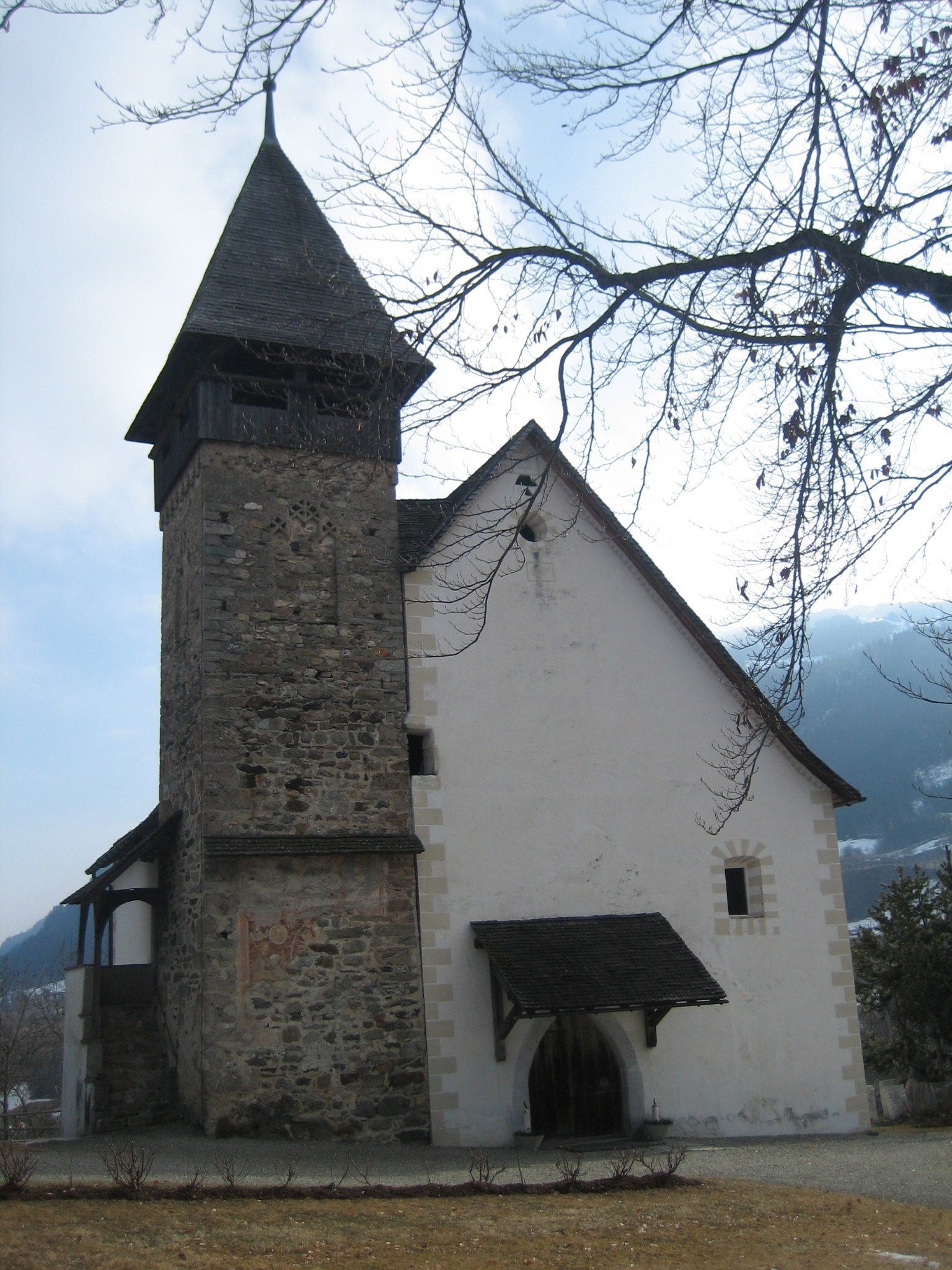
성마르틴 교회
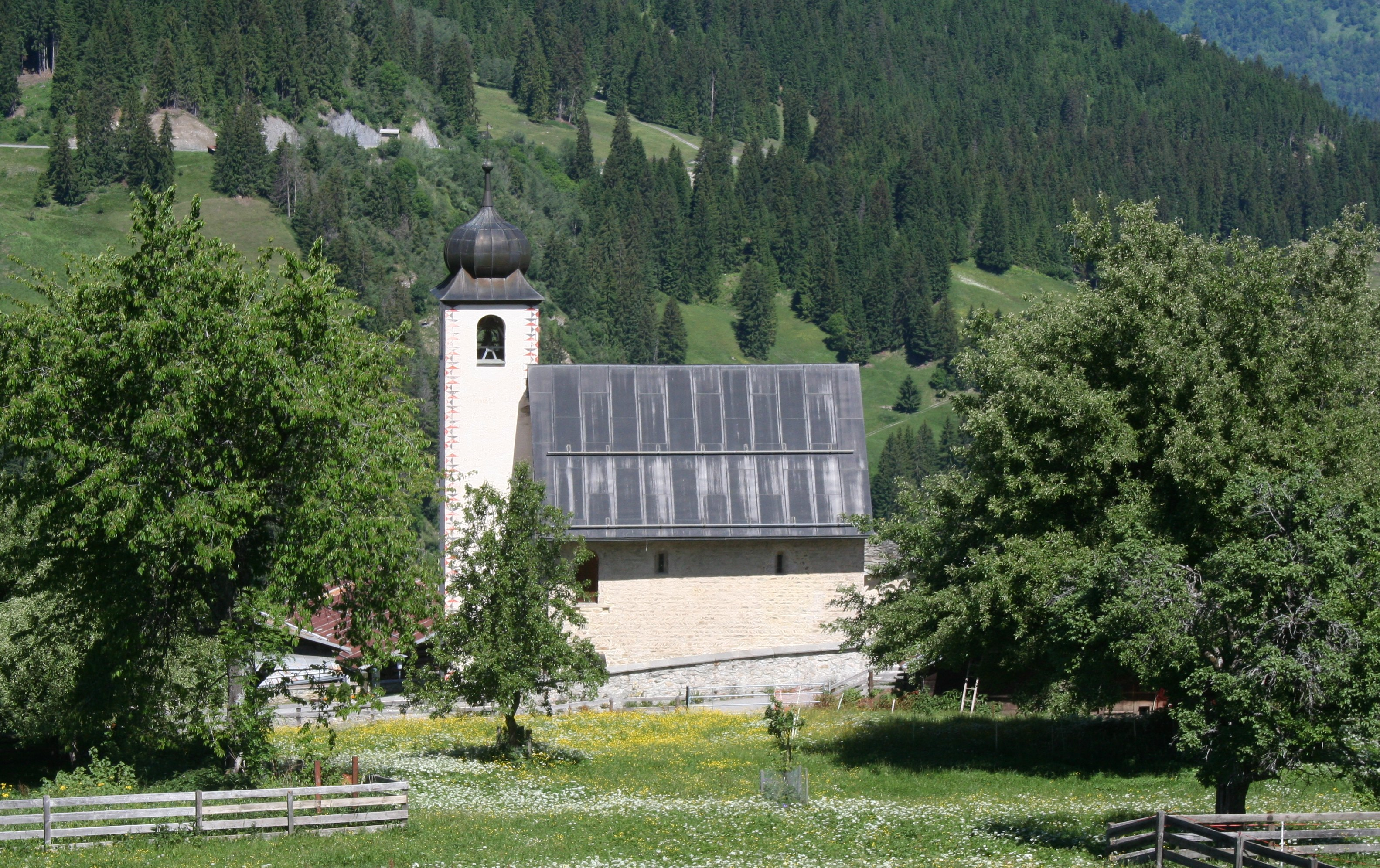
삐타쉬 교회의 외관
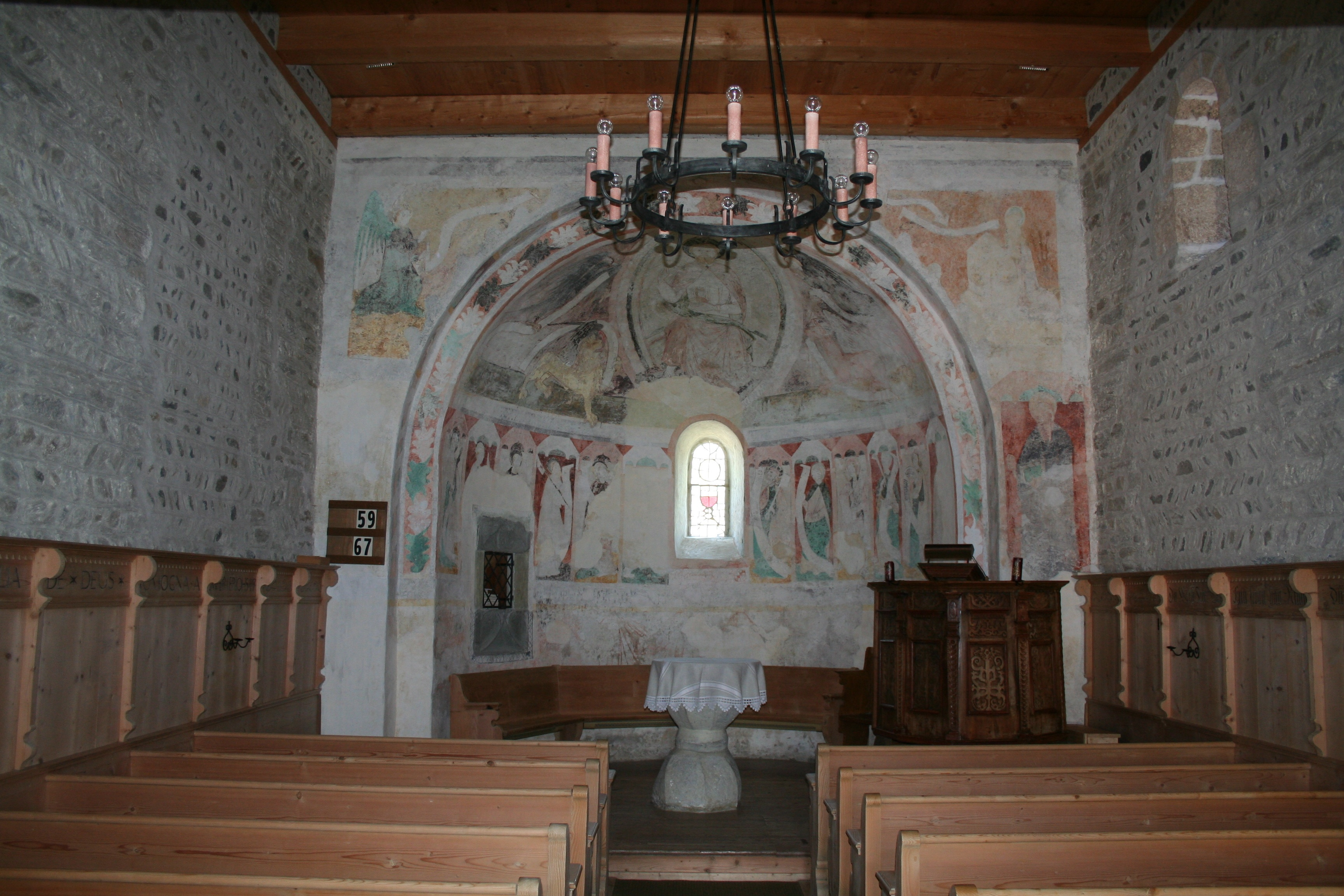
삐타쉬 교회의 내부
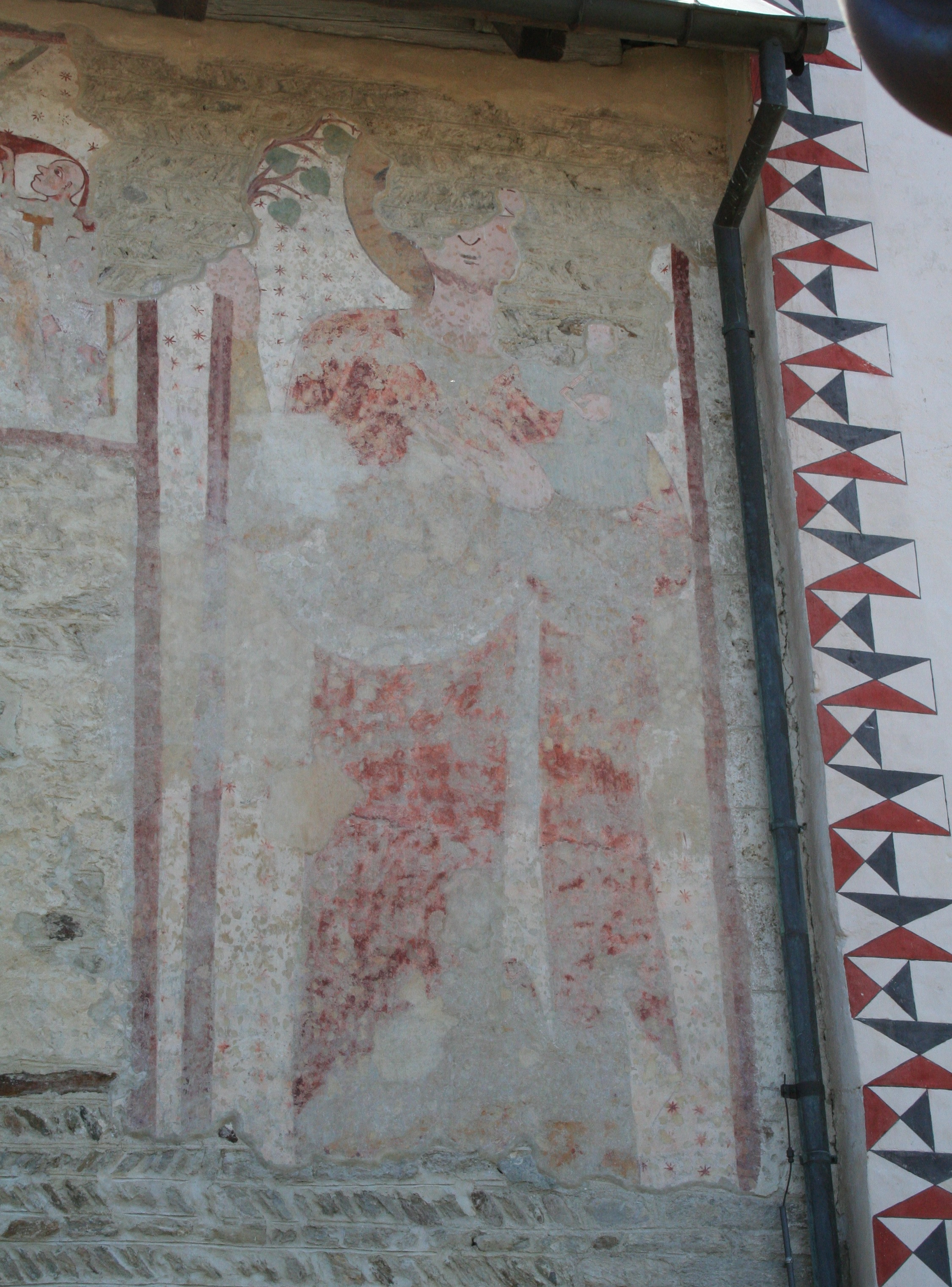
삐타쉬의 성 크리스토포루수

### 기타
1544년 이전에 파괴된 그뤼네크성 유적(루이 네그뤼네크)이 오늘날 볼 수 있다. 화려하게 장식된 두 개의 소금 용기와 동전이 1811년 성터 근처에서 발견되었다. 뿔과 T자 모양으로 만들어진 용기 중 하나는 현재 대영 박물관에 보관되어 있다. 일란츠 Hoard로 알려진 9 데니어를 포함하여 40개의 카롤링거 시대 금화더미가 1904년 성 근처에서 발견되었다. 카롤링거 시대의 동전 외에도 무리에는 롬바르드가 포함되었다. 그리고 아랍 동전. 성 근처에서 발견된 약 142개의 동전이 쿠어의 Rätisches 박물관에 보관되어 있다.

## 교통
지자체에는 카스트리쉬, 일란츠 및 뢰운의 3개의 기차역이 있다. 세 곳 모두 라이헤나우-타민스-디젠티스/무쉬테선에 있으며, 디젠티스/무쉬테 및 스쿠올-타라스프까지 정기적으로 운행한다.